# جورج موريسون (رسام)
جورج موريسون (بالإنجليزية: George Morrison)‏ هو رسام أمريكي، ولد في 1919 في مقاطعة كوك في الولايات المتحدة، وتوفي في 17 أبريل 2000 في غراند ماريس في الولايات المتحدة.